# Inmigración italiana en Paraguay
La inmigración italiana al Paraguay ha sido uno de los mayores flujos migratorios que ha recibido este país sudamericano. Los ítalo-paraguayos son uno de los grupos étnicos más destacados de Paraguay, formado por ciudadanos nacidos en Paraguay que son total o parcialmente de ascendencia italiana, cuyos antepasados fueron italianos que emigraron a Paraguay durante la diáspora italiana, o personas nacidas en Italia en Paraguay. 
Desde Sebastián Gaboto, en 1528, los italianos en el Paraguay han sido de relevante importancia por su labor para la nación. Responsables de una gran porción del patrimonio cultural paraguayo, tanto material como inmaterial, su ámbito de influencia pasó por casi todos los quehaceres de la sociedad.
Los trabajos de exploradores, militares, marinos, científicos, médicos, filántropos, obreros, constructores y arquitectos —por citar algunos— dejaron huellas en el Paraguay. Hoy en día, según cifras atribuidas a la Embajada Italiana en Paraguay, unos 600 mil paraguayos tienen al menos un ascendiente de origen italiano.
Luego de finalizada la Guerra contra la Triple Alianza se dio una de las oleadas migratorias más importantes en el Paraguay. La italiana ayudó en gran manera al crecimiento estructural urbanístico de la ciudad de Asunción y de muchas otras ciudades del interior del país.
A fines del siglo XIX se produjo el arribo de numerosas familias de inmigrantes italianos, la mayoría de ellas de origen siciliano, que fundaron la colonia Trinacria, cerca de Villa del Rosario. Posteriormente se asentaron en los barrios de la capitalinos de General Díaz y Tacumbú.
Se puede decir que gracias a los italianos, las ciudades adquirieron su carácter como tal por el establecimiento de aquellos comercios propios de una urbe: panaderías, zapaterías, sastrerías, fideerías, licorerías, entre otros.
Pero de todos los ámbitos de influencia, la construcción y arquitectura fueron las más importantes, debido a que dejaron un legado tangible que se puede apreciar en muchos casos hasta hoy en día.
La labor de los profesionales italianos transformó la arquitectura colonial para darle un carácter propio, la italianizante. La mano de Alejandro Ravizza puede encontrarse en ejemplos, como el Panteón de los Héroes o el derribado Club Nacional.
Con el transcurso de los años, muchos descendientes de inmigrantes italianos llegaron a ocupar importantes funciones en la vida pública del país, como la presidencia de la república, la vicepresidencia, intendencias y el congreso. Igualmente es destacable el aporte italiano a las artes, el deporte, el ejército, la industria, etc.

## Historia inmigratoria

### Antes de la guerra del 70
Si bien hasta la Guerra de la Triple Alianza, el flujo migratorio desde Italia no se realizó a gran escala, ya entonces algunas ciudades como Asunción, Villarrica, Pilar y Concepción contaban con inmigrantes italianos, resaltando entre otros el caso del Mayor Sebastiano Bullo (comerciante italiano establecido en Villarrica) que se alistó en el ejército paraguayo con la elite del célebre "Batallón 40"  y que después de demostrar su arrojo, valentía y coraje "cien veces" en Estero Bellaco sucumbió heroicamente en Tuyutí "como los más bravos héroes de esta tierra".
En 1854, el Mcal. Francisco S. López había hecho contacto con un militar del Reino de Piamonte-Cerdeña,  Umberto Morelli, Marqués di Popolo di Ticineto, cuya familia mantenía en Italia una larga tradición en ingeniería y táctica militar. Por ello fue asignado como ingeniero en las baterías de Humaitá, donde presumiblemente habría fallecido de cólera, en el año 1867.

Otro italiano destacado en la preguerra fue el arquitecto Alessandro Ravizza, que diseñó el Palacio de López, el Oratorio de la Virgen de la Asunción (Panteón Nacional de los Héroes) y la Estación Central del Ferrocarril.

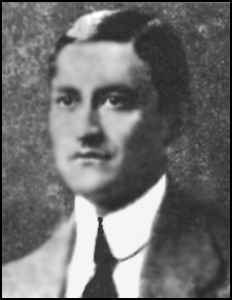
El italo-paraguayo Silvio Pettirossi, pionero de la aviación paraguaya y mundial. Falleció en un accidente aéreo. Sus restos descansan en el Panteón Nacional de los Héroes.

### Durante el conflicto
Una vez desatada la Guerra de la Triple Alianza, varios inmigrantes italianos se alistaron voluntariamente en las filas del ejército paraguayo.
Sin embargo, en las postrimerías de la confrontación, se produjeron las ejecuciones de algunos navegantes, comerciantes y viajeros italianos en torno a los procesos de San Fernando, que buscaba castigar a los responsables de la conspiración contra el Mariscal López. Fueron sucesivamente ajusticiados Antonio Rebaudi, los hermanos Susini, Nicolás y Delfino, Nicolás Possoli, Simón Fidanza, capitán de la marina italiana; Agustín Piaggio, Manuel Bicinnegui, Juan Fusoni, Agustín Idesusi, Matías Montril, en San Fernando (julio-agosto de 1868), Pedro Merelles, José Segundo Varella, Juan Boitiano, Luís Mure, Vicente Quadra, Juan Canel en Pikysyry (octubre-noviembre de 1868).
Se menciona además a otros italianos como Nicolás Troya, N. Ravizza, E. Tubo, H. Grillo, Egidio Terrero, etc., a lo que debe agregarse el padre Boco, misionero del Brasil, el franciscano Angelo (mencionado por el viceprefecto de las misiones de Matto Grosso fray Mariano de Bannaglia, tomado prisionero en Miranda y libertado el 16 de agosto de 1868) y también Antonio Pulverini, primer contramestre y oficial de proa al servicio de la marina de guerra argentina, tomado prisionero el 14 de abril de 1865 cuando la captura del buque 25 de mayo.

### En la posguerra
El contingente de inmigrantes italianos en Paraguay, fue en gran medida el más sobresaliente de ciudadanos extranjeros que se establecieron en el país en los primeros años de la posguerra después de 1870.
En el periodo comprendido entre los años 1882 y 1907, los italianos constituyeron el grupo más numeroso, superando el 27% del total de extranjeros llegados al Paraguay.
Tras la unificación de Italia en 1860, luego de las batallas garibaldinas, se dio el principio a la época de las grandes migraciones que se extendería hasta 1914. Esto arrojó un movimiento migratorio muy extenso, entre los años 1869 hasta 1913, de más de 14 millones de italianos que abandonaron su país.
No obstante, la mayoría de los inmigrantes italianos provenían principalmente de las provincias de Lombardía (especialmente de Bérgamo) y del norte de Italia y comprendían individuos que arribaron al Paraguay por riesgo y cuenta propia.
Este conjunto de inmigrantes, conformado en gran medida por obreros, arquitectos, ingenieros y en menor medida por profesionales de otras ramas, ejerció gran influencia, en especial, en el crecimiento y desarrollo urbanístico de Asunción y en el mantenimiento del sistema ferroviario paraguayo.
Los italianos formaban parte directa en los movimientos y actividades que se desarrollaban en la ciudad, tanto en el orden económico, cultural y social. En este sentido, cargos de relevancia en diferentes niveles fueron ocupados por ciudadanos extranjeros.
En 1886, Asunción contaba con 23.304 habitantes, de los cuales un pequeño porcentaje, que rondaba el 6%, correspondía al grupo de extranjeros residentes en la capital. Sin embargo sólo el 36% de los comercios pertenecían a ciudadanos paraguayos. Esto se relaciona también con el factor demográfico puesto que la Guerra de la Triple Alianza (1860-1870), que significó la derrota de Paraguay tras 6 años de enfrentamientos y dejó como consecuencia la desaparición de gran parte de la población nativa.
A principios del siglo XX la colonia italiana llegaba a casi 4000 personas, la mayoría concentradas en la capital y alrededores. Durante la Guerra del Chaco, los italianos participaron activamente en contra de Bolivia y algunos aviadores italianos, recién inmigrados de Italia, fueron fundamentales en la victoria final de Paraguay.

### Datos oficiales
Según datos de la Departamento de Migraciones del Paraguay, desde los años 1881 hasta 1900, llegaron al Paraguay 8.695 inmigrantes. El año en que se registró mayor flujo migratorio fue en 1889, con 1886 extranjeros, y en 1885 fue el menor movimiento con 47 inmigrantes. Paralelamente a la entrada de inmigrantes al país, se produjo una gran la salida de ciudadanos paraguayos que emigraron a países vecinos.

### El fundador de la Villa

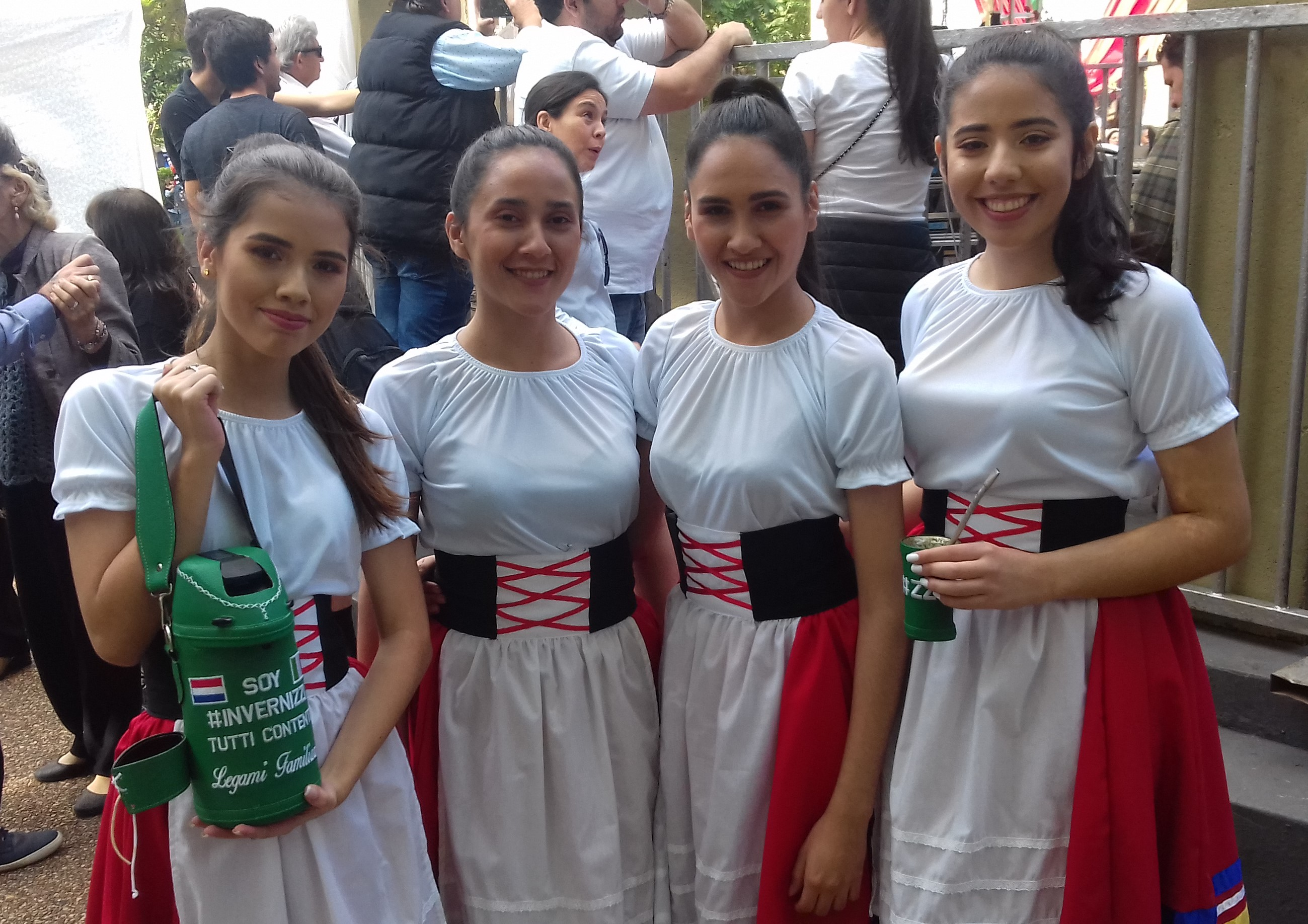
Jovencitas con trajes típicos sicilianos.

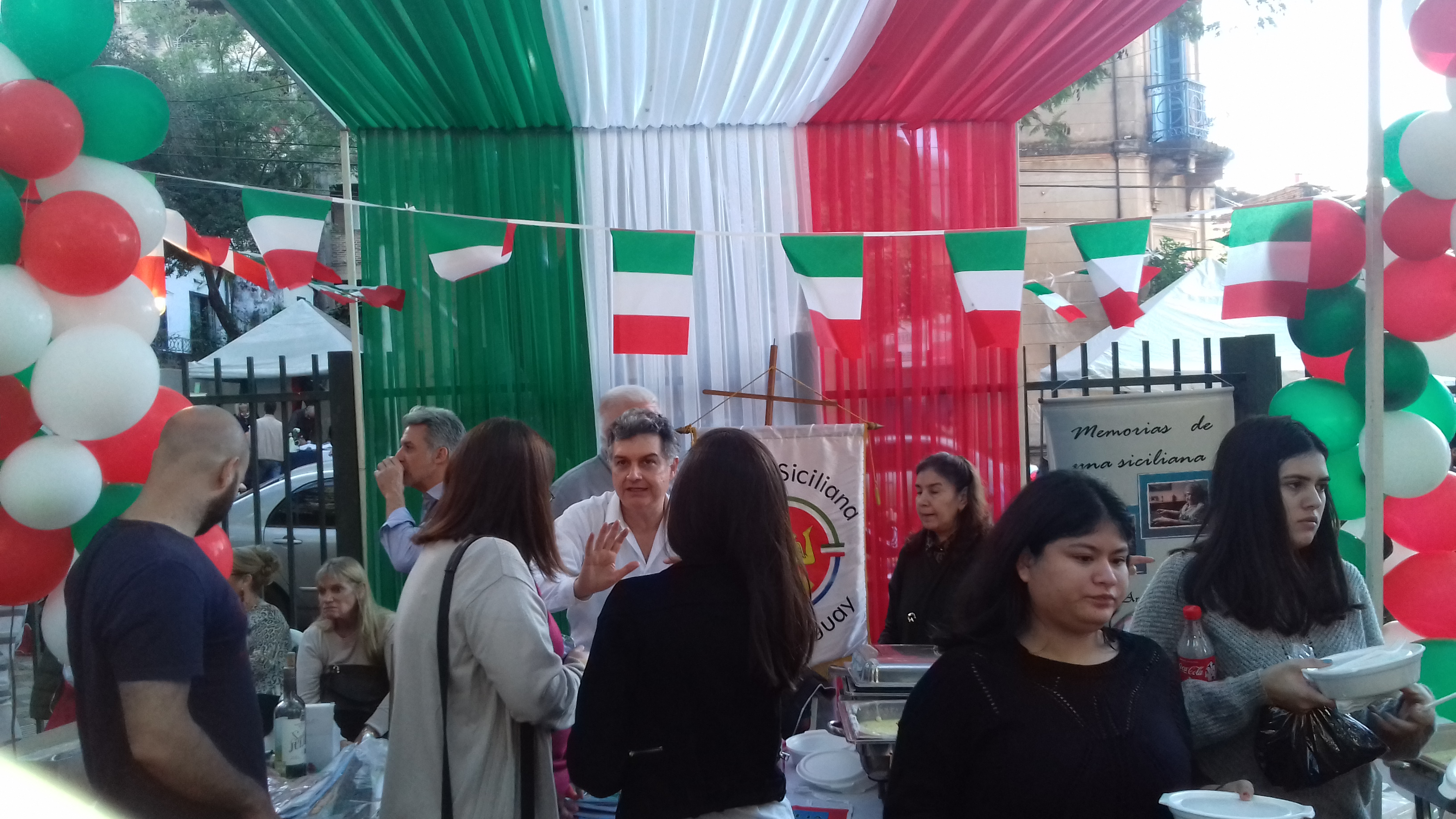
Puesto de la Unión Siciliana del Paraguay.

Francisco Morra, el fundador de la Villa Morra, nació el 27 de mayo de 1841 en Cerignola, provincia de Foggia, en la Italia Meridional.
Francisco Morra realizó sus estudios universitarios en la Universidad de Nápoles, en cuyas aulas se recibió de doctor en Medicina y Cirugía el 7 de junio de 1866. Participó además de las batallas garibaldinas, en la guerra entre Italia y Austria.
Años más tarde, se trasladó a América del Sur y se radicó en la Argentina, donde integró el cuerpo médico militar, con cuyas tropas llegó a Paraguay en 1869.
En el año 1870, se estableció definitivamente en Paraguay, específicamente en la ciudad de Asunción, donde contrajo matrimonio con Carolina Zambonini, italiana nacionalizada argentina, de cuya unión nacieron tres hijos: Sabino, Carmen, Hermelinda.
En la época en que se afincó en Paraguay, Morra era unos de los pocos médicos con que contaba Asunción. En efecto, su labor profesional fue muy relevante, ante el arribo constante de los soldados heridos que retornaban de las zonas de enfrentamientos bélico.
En 1871 fundó la Sociedad Italiana de Mutuo Socorro, en la que se desempeñó como presidente. Así mismo, durante más de 20 años prestó sus servicios profesionales en el Hospital de la Caridad, recintos en los cuales fue director.
Fue un hombre muy influyente en la época ocupando el cargo de director del Colegio Nacional de Asunción (en tiempos de internado), el Seminario Conciliar, de la Policía de la Capital, del Leprocomio Santa Isabel, del Manicomio y el Asilo de huérfanos. Finalmente, dirigió el Consejo de Higiene y Asistencia Pública, entidad a nivel nacional.
Hombre de Sociedad, varios emprendimientos importantes de desarrollo de Asunción se dieron a su iniciativa, en especial, los producidos de su villa. Cuando se encontraba en el análisis de estudio de proyectos de construcción del edificio de una capilla y del local adecuado para el mercado vecinal de su villa, Morra falleció. Su fallecimiento se produjo a consecuencia de un derrame cerebral el 19 de diciembre de 1904.

### Sociedad de Mutuo Socorro
Una de las instituciones fundadas por los inmigrantes italianos y que tuvo especial relevancia fue “La Sociedad Italiana de Mutuo Socorro” (Società Italiana di Mutuo Soccorso). Esta entidad, creada el 8 de septiembre de 1871, tenía como fin asistir a los ciudadanos italianos afincados en Paraguay, bajo el estricto sentido de solidaridad, sentimientos y aspiraciones que las unía en los emprendimientos.
Más de 80 inmigrantes italianos participaron de la Asamblea fundacional, que tuvo presidida por el Doctor Luis Arrigoni, en la que aprobaron los estatus de la novel agrupación y fueron designadas sus primeras autoridades.
La directiva quedó de esta manera: La presidencia de Francisco Badano, con la presidencia honoraria de Giuseppe Garibaldi, quien unificó Italia, y el Doctor Giordano Becchi, que unificó a los italianos en el Paraguay. A lo largo de su gestión, la entidad colaboró muy de cerca en la obtención de los emprendimientos encarados por los inmigrantes italianos, entre los que se encontraban distintas clases de profesionales (como comerciantes, artesanos, agricultores, arquitectos e ingenieros).
Actualmente, aparte la Sociedad de Mutuo Socorro, hay varias organizaciones y asociaciones italianas en Paraguay.

## Asentamientos

### Colonia Trinacria
La promoción de la inmigración fue uno de los objetivos de los gobiernos de la década de posguerra del 70.

Desafortunadamente, la debacle de los "Lincolnshire farmers" en 1871 y 1872 hizo que los potenciales inmigrantes temieran verse en un desastre semejante. Los paraguayos aprendieron mucho de aquel incidente y, en lo sucesivo, hicieron serios esfuerzos para promover la inmigración de individuos y de colonias para ocupar los espacios despoblados. 

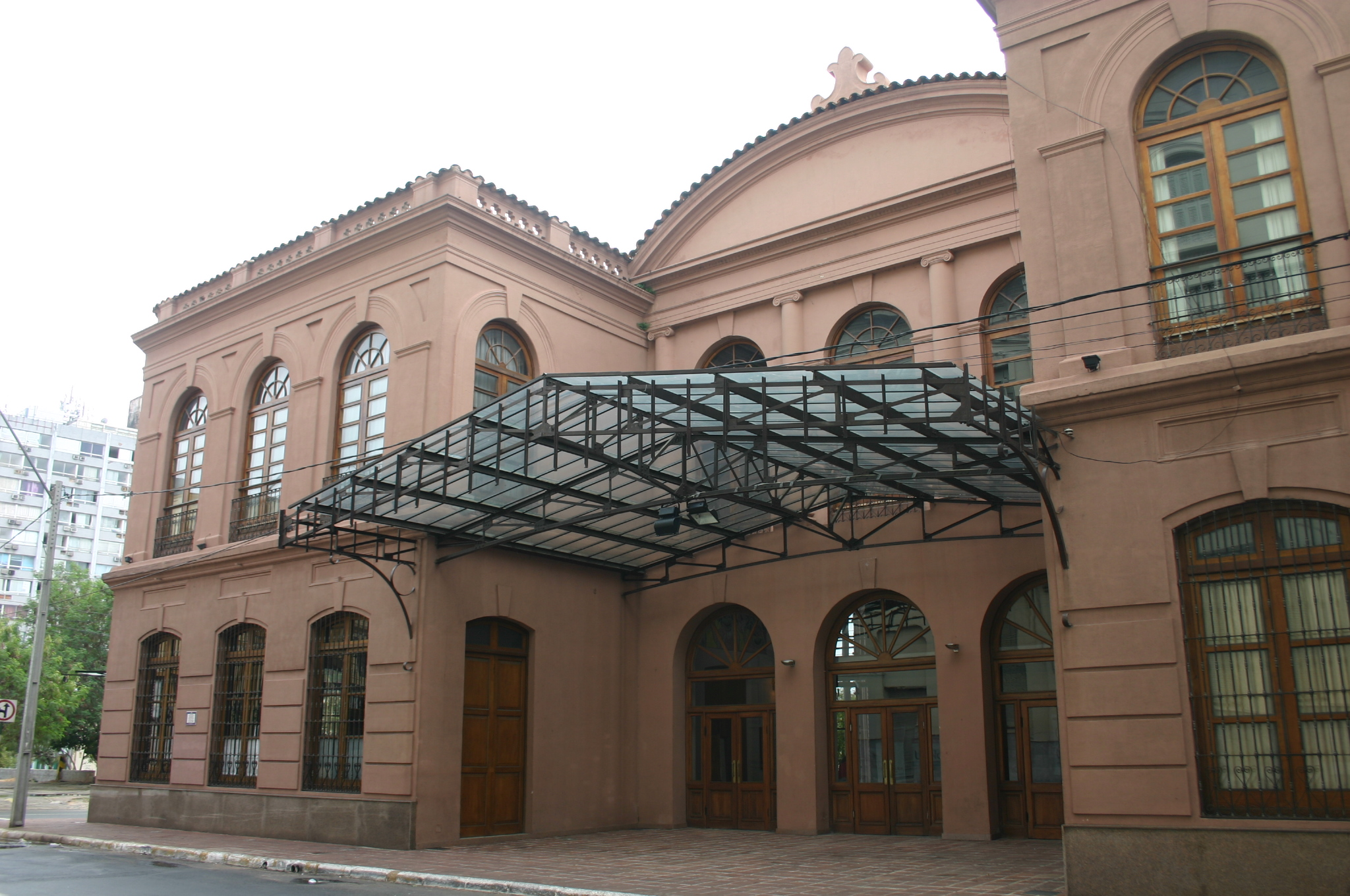
El Teatro Municipal de Asunción lleva el nombre del italo-paraguayo Ignacio A. Pane.

Se creó el Departamento General de Inmigración y Colonización; los cónsules recibieron el mandato de hacer conocer las ventajas del Paraguay y la Oficina General de Información publicó una revista mensual, aunque en forma irregular. Una ley de junio de 1881 ofreció asistencia para el asentamiento de colonias agrícolas en el Paraguay, implementos agrícolas gratis, manutención por varios meses, tierra a precio muy bajo y en condiciones muy favorables, así como otras ventajas. Otras leyes, especialmente en 1903 y 1904, marcaron el pleno desarrollo de las políticas inmigratorias. El 28 de noviembre de 1897, el abogado Giuseppe De Stefano Paternò, residente en Catania, presentó a las autoridades comunales y a un amplio público, el programa de una Sociedad Colonizadora Ítalo Americana. El objetivo de la misma era el de instalar una colonia siciliana en el Paraguay; con cuyo gobierno ya había iniciado contactos en 1895, durante el mandato de Juan B. Egusquiza.
Gracias a las gestiones de Paternò, el 29 de julio de 1898, las Cámaras del congreso paraguayo concedieron a la Sociedad Colonizadora Ítalo Americana, la extensión de 50 leguas de tierra correspondientes a 89.300 hectáreas; a elegir alrededor de la costa del río Paraguay y al sur de la Capital, a condición de que se colonizaran con 30 familias por legua cuadrada.

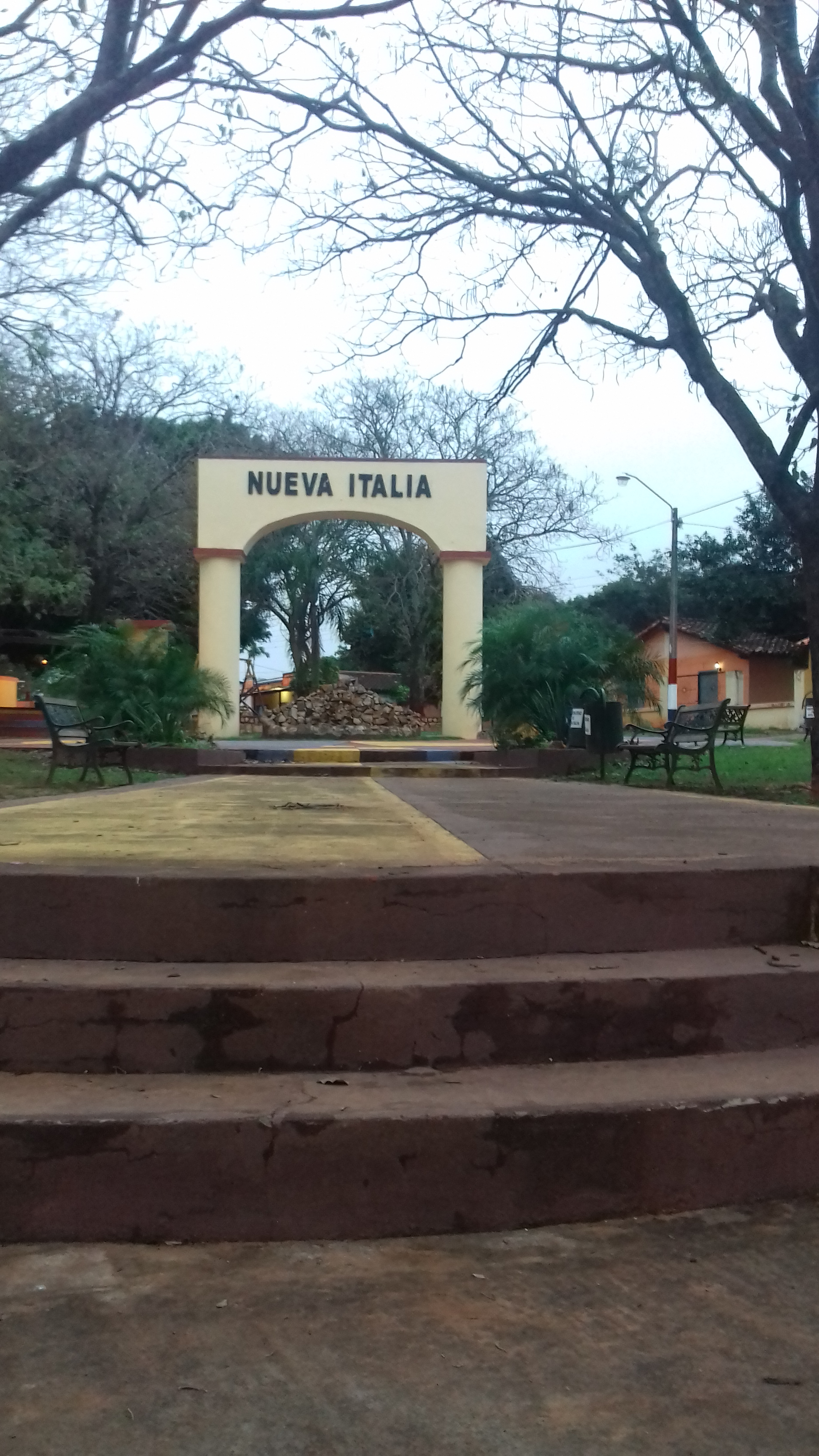
Paseo central de Nueva Italia.

A cambio, De Stefano Paternò se comprometió a llevar al primer grupo de colonos dentro de los seis meses desde la firma del contrato.

### Colonia Nueva Italia
Nueva Italia es un distrito del departamento Central, que se encuentra a 47 km de Asunción, en un ramal de la ruta 1.
Es llamada "tierra de labriegos" ya que es un importante centro de producción hortícola.
Fue fundada en el año 1907 por inmigrantes italianos y elevada a distrito en 1956.

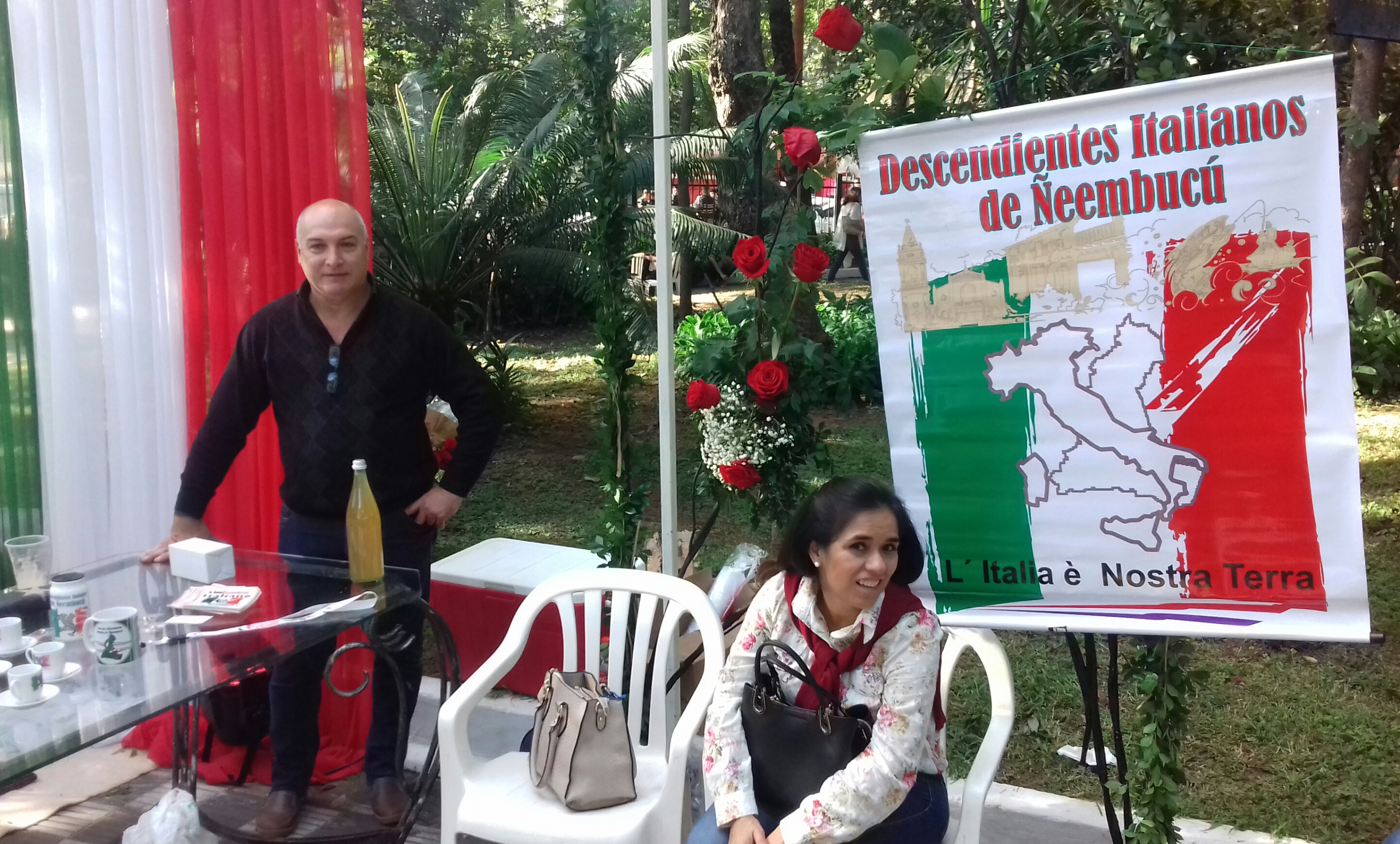
Miembros de la Asociación de Descendientes de Italianos del Ñeembucú.

La instalación de la colonia fue posible gracias a la labor del presidente Benigno Ferreira, quien ofreció tierras de cultivo y ganadería en la jurisdicción de Villeta.  Al poco tiempo, los colonos producían naranjas, piñas, bananas, leche y huevos.
Pese a la fertilidad de la tierra, la vida no fue fácil para los primeros habitantes, razón por la cual muchos decidieron volver a su país invitados por el Gobierno italiano ante la inminencia de la Primera Guerra Mundial; otros fueron a la Argentina y el resto permaneció allí.

### LaPiccola Italiade Asunción
La marcada presencia de italianos en Asunción dejó constancia en que la Calle de la Fábrica de Balas, hoy Mariscal Estigarribia, donde estaba la casa de Madame Lynch (ex Facultad de Derecho), en el tramo que va de México hasta el Panteón de los Héroes, se llamaba "Piccola Italia" (Pequeña Italia) porque allí vivían las familias italianas de mayor renombre como los De Gásperi, cuyos descendientes crearon el Código Civil paraguayo; los Migone, los Gatti, etc. 

## Inmigrantes destacados
Entre los muchos italianos que han dejado su huella en la historia del país, hay que recordar al navegante Sebastián Gaboto, el primer europeo que navegó los ríos Paraná y Paraguay en 1528, y a los religiosos José Bressanelli y Juan Bautista Primoli, los cuales trabajaron en las Reducciones Jesuíticas. 
También cabe mencionar que algunos profesionales contactados en Europa por el entonces presidente Carlos Antonio López en las primeras décadas de vida independiente en el país, como el arquitecto Alessandro Ravizza, autor entre 1855 y 1867 de importantes edificios como el primer edificio del Parlamento, y la fachada clásica de estilo romano de la Catedral Metropolitana de Asunción. Por otra parte, la Iglesia de La Encarnación en la capital fue diseñada con un estilo romano-corintio en 1893 por el arquitecto italiano Giovanni Colombo.
Luego en un grupo de italianos que se localizó en Paraguay a partir del año 1869, figura Pedro Rodi. Fue uno de los primeros en llegar a Paraguay, en plena contienda bélica y se desempeñó como comerciante en la labor de la ferretería. Poco después de su arribo, comenzaron a llegar al país otros inmigrantes.
Personajes importantes de la cultura y la economía han sido y son italo-paraguayos, como Ignacio A. Pane. El principal aeropuerto del Paraguay y el principal barrio de Asunción, lleva el nombre de Silvio Pettirossi, en homenaje a un pionero de la aviación nacional cuyo padre vino de Italia en la primera mitad del siglo XIX.
Entre ellos figuran:
- Sebastiano Bullo
- Celestino Girola, carpintero y ex garibaldino.
- Aquiles García.
- Alejandro Gaudini, jefe del departamento de ingenieros y luego del ferrocarril.
- Luis Lepori, miembro de la primera Directiva de la Sociedad italiana de mutuo Socorro.
- Mateo Laregina.
- Matteo Fretes Fretelli.
- Francesco Morra.
- Pietro Giacomo Filippini, ex garibaldino.

Sigue la lista con:
- Luis Melano
- Carlos Marazzi, comerciante.
- Juan Muzarelli.
- José Milano.
- Juan Melano.
- José Polango, constructor y miembro de la primera directiva.
- Angel Crobato, farmacéutico.
- Juan V. Casartelli, comerciante.
- Angel Prosa, escribano.
- Natalio Rapetti, constructor.
- Juan Barbero.
- Francisco Bibolini
- Pietro Getto, constructor y activo colaborador en la conformación de la actual ciudad de Fernando de la Mora.
- Santiago Coda

La gran mayoría de los apellidos citados arriba, aún perduran en familias paraguayas.

## Aportes culturales

### Agricultura

#### Las hortalizas
Los inmigrantes italianos introdujeron al Paraguay el cultivo de variedades de hortalizas, tales como tomates, locotes, remolachas, repollos, entre otras.
Alrededor del año 1920, en la compañía Estanzuela (Itauguá), empezaron a sembrar la frutilla, que desde ese momento fue producida en forma tradicional, siendo hoy el rubro principal de más de 500 personas de la zona.

### Arquitectura e ingeniería
La gran cantidad de constructores, arquitectos e ingenieros que llegaron al Paraguay, dieron a la fisonomía de las ciudades un carácter bien definido. Desde el siglo XVIII se tienen noticias de la presencia de dichos profesionales en el país. Los más renombrados fueron: José Brasanelli, Juan Bautista Prímoli y Andrea Bianchi (jesuitas). Los que actuaron en el siglo XIX fueron los arquitectos Alejandro Ravizza y Juan Colombo, además de los constructores Giácomo Colombino y José Pelozzi.

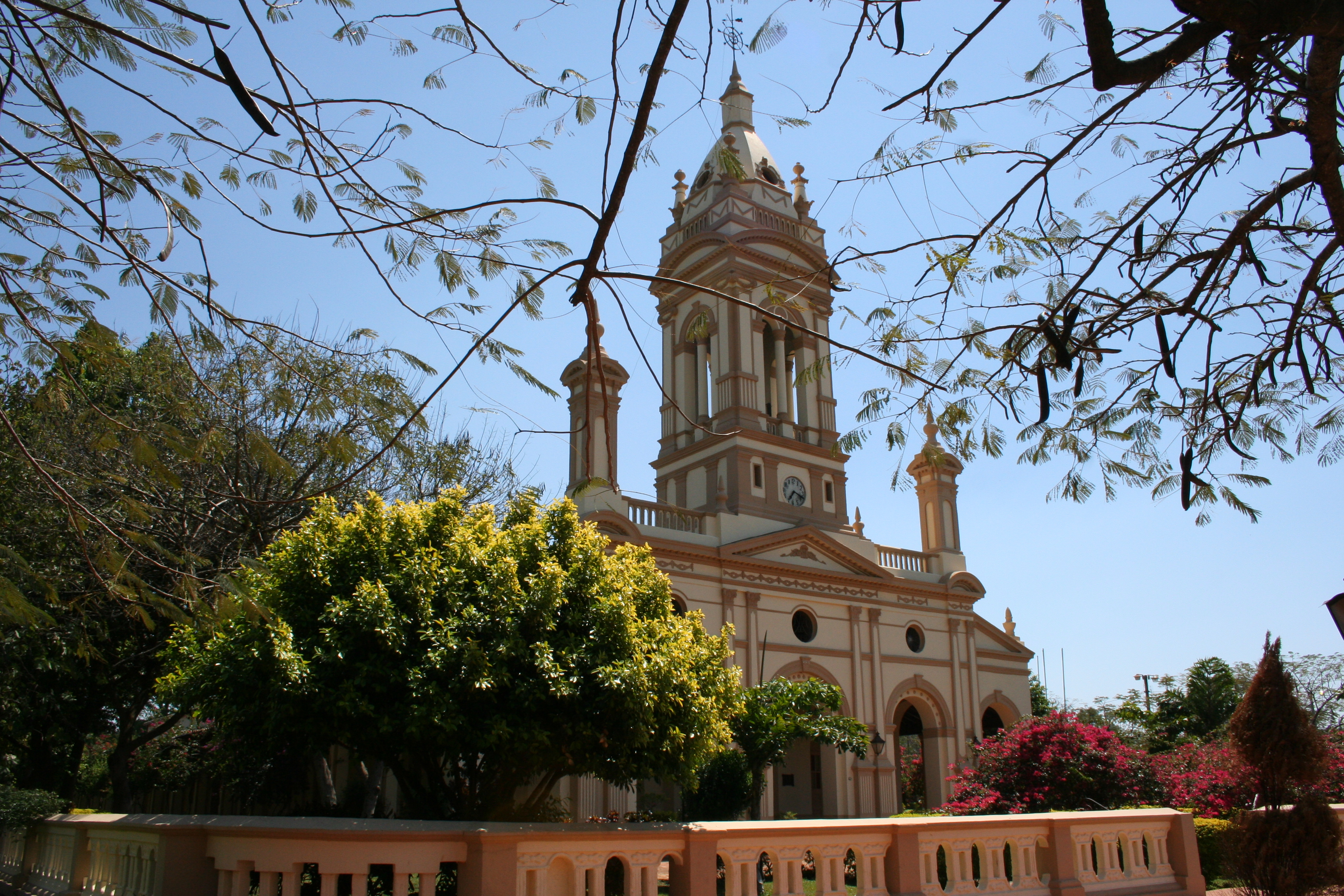
Fachada del templo parroquial Virgen del Rosario de Itauguá, obra del constructor D. Broggini.

Desde fines del siglo XIX y las primeras décadas del siguiente, ejecutaron numerosos trabajos Sebastián Grassi, Bartolomé Talente, José Gratarola, Simón Agato, Andrea Andreatta, Eugenio Andreatta, Ernesto Baradello, Luis Bianchi, Pedro Botti, Carlos Carparoli, Sebastián Canclini, Luis Clérici, Antonio Covelli, Emilio de Tone, Héctor Giovanelli, Ángel Morassi, Guillermo Movia, Antimo Pettirossi, Stefano Rapetti, Natalio Rapetti, Tomás Sachero, Carlos Spada, Domingo Tramonti, Juan Barbero, Antonio Marchese, José Angelino, José Buccini, Rafael Boungermini, Francisco Cacase, Estefano Caligaris, Juan Caselli, Luis Colla, Botti Fiore, Domingo Montanaro, Pedro Monetti, Augusto Movia, Antonio y Nicolás Orsi, Lorenzo Orsini, Augusto Paván, Vicente Pettineti, Fiorello Savorgnan, Pidali Valoriani, Carlos Pozzi, Ángel Vellavedova, Gerónimo Faitini y Antonio Allegri, entre otros.
Mención aparte merecen el constructor David Broggini y pintor de altares César Pizzoli, quienes tuvieron a su cargo las obras de los templos parroquiales de Itauguá y Villarrica.

### Artes plásticas
Pablo Alborno Alfaro fue un pintor de principios del siglo XX. Hijo del italiano Giacomo Paolo Alborno y de la paraguaya Asunción Alfaro, obtuvo una beca para proseguir su formación en artística en Italia.
A su regreso, en 1910, le fue encargada la elaboración de los retratos de los próceres, para conmemorar el Centenario de la Independencia en 1911. El minucioso trabajo del artista incluyó visitas a los parientes y descendientes de los mismos, ya que no se conservaban retratos originales. De este modo, presentó varios bocetos de reconstrucción o interpretación a la comisión encargada, a fin de que fueran evaluadas su autenticidad y similitud.
Su trabajo fue reconocido por Poder Legislativo, el cual dictaminó y reconoció las efigies retratadas por Alborno, como pertenecientes a de los próceres de la Independencia. Se realizaron además varias copias, para ser entregadas a las escuelas de la República.

### Gastronomía

#### La milanesa

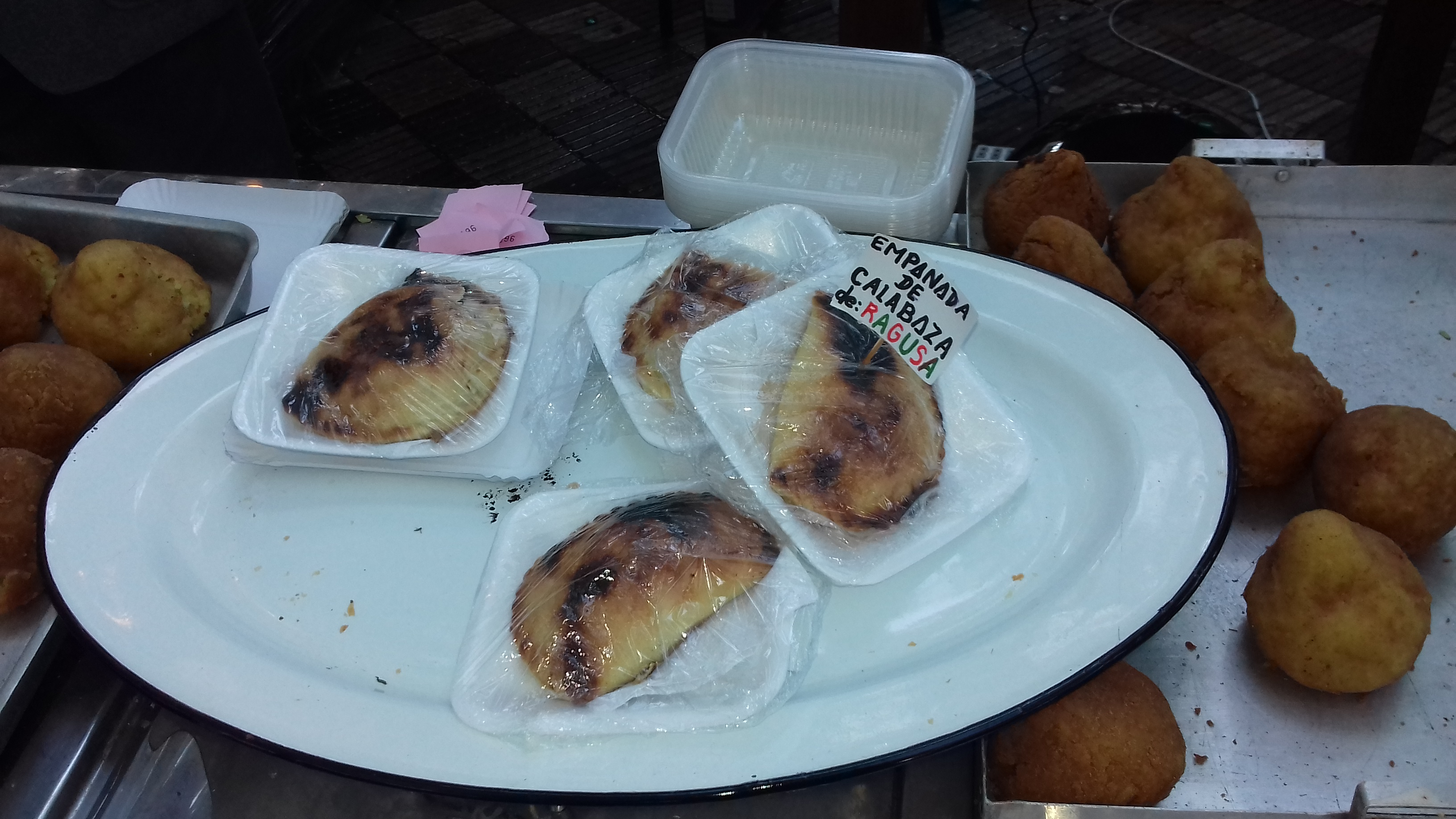
Empanadas típicas de la provincia de Ragusa, Sicilia.

La primera receta escrita de milanesas se debe al mariscal de campo Joseph Wenzel Radetzky, noble de Bohemia, que combatió en el bando prusiano durante las Guerras Napoleónicas y fue inmortalizado por la célebre Marcha Radetzky compuesta por Johann Strauss.
En una carta a un amigo, describe la preparación de las milanesas denominándolas “cotolette alla milanese” (costillas al modo milanés). En Alemania, se la denomina “Wiener schnitzel” (milanesa vienesa). Evidentemente, inmigrantes de ambos países trajeron la receta a Sudamérica, y así llegó a los países hispanos, donde se la conoce abreviadamente como “milanesa”.

#### El pan dulce
El pan dulce o panettone (en milanés panetún o panetton), es un bollo hecho con una masa de tipo brioche, pasas y frutas confitadas o cristalizadas.
Es un postre tradicional de Navidad típico de Milán  extendido hoy en día en casi todo el mundo y adaptado a cada país.
Una antigua leyenda dice que el pan dulce fue creado el siglo XVII por un panadero de la región de la Lombardía llamado Toni, que se enamoró por una joven y para impresionar su suegro creó una nueva receta de pan rellenada con frutas cristalizadas. Con el tiempo ese pan recibió el nombre de "pani di toni" o sea el pan del toni que actualmente es llamado de panetone.

### Losgumarelos
La comunidad italiana de Asunción han tenido una marcada influencia en el club Libertad.
Justamente, un símbolo de la institución es Don Nicola, un personaje vestido como verdulero que lleva un canasto de productos hortícolas, entre los que sobresalen los repollos. Don Nicola, con sus anchos bigotes y su gorro a cuadros, representa a los inmigrantes italianos que tenían la costumbre de cultivar huertas en sus hogares. Hoy día, este italiano mostachón y apasionado trasciende el siglo como el más fiel retrato del hincha gumarelo, término que identificará por siempre al seguidor del Club Libertad.
Respecto al origen del nombre gumarelo, existen dos versiones:
La primera dice que tuvo su origen en un personaje ficticio italiano, creado por el periodista argentino Antonio Franiecevich, en los años 1919-1920, a quien llamó Pascuale Gummarello. El mismo discurría en un español italianizado sobre cualquier tema de actualidad, pero por sobre todas las cosas hablaba del Club Libertad, de quien se declaraba hincha.
La segunda versión refiere que el nombre proviene de los apellidos de dos hinchas muy fanáticos del club, llamados Angel Giummarresi y Luis Nuzzarello, los que al fusionarse, dieron forma a la palabra "Gumarrello", que aparentemente, según la crónica de la época, es una palabra de un dialecto napolitano.

## Actual comunidad italiana
Se estima que cerca de 150.000 paraguayos tienen origen italiano directo, como descendientes de colonias que emigraron al Paraguay, principalmente a partir de 1870. En tanto, los paraguayos con al menos un bisabuelo italiano serían unos 600.000, aunque en muchos casos son considerados paraguayos mestizos.
Algunas fuentes no obstante se remontan a algún grado de ascendencia italiana y la estiman cercanas al 40% de la población total del país. Entre ellas, las afirmaciones del Prof. Dr. Fernando Constantini, que concluye que «el 40% de la población paraguaya de una u otra forma desciende de italianos», la inmensa mayoría de ellos plenamente asimilados a la cultura paraguaya debido al alto porcentaje de matrimonios mixtos.
Los italianos y sus descendientes registrados y aptos para votar, suman unos 8.502 inscriptos a finales del 2012, según el Ministerio del Interior de Italia.

## Fiesta italiana
Fotos de la Festa Italiana ("Fiesta italiana") hecha en Asunción en el 2019:

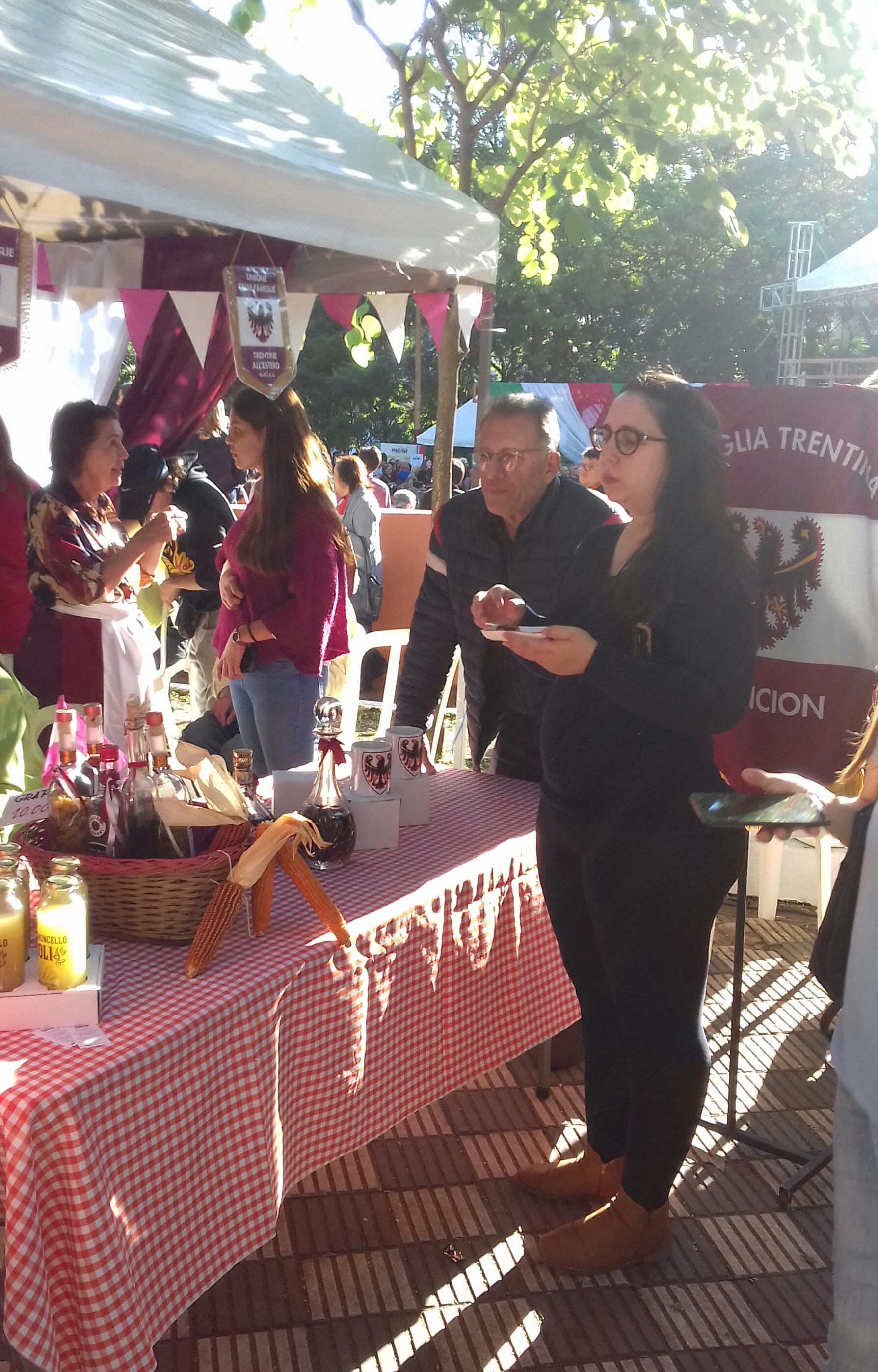
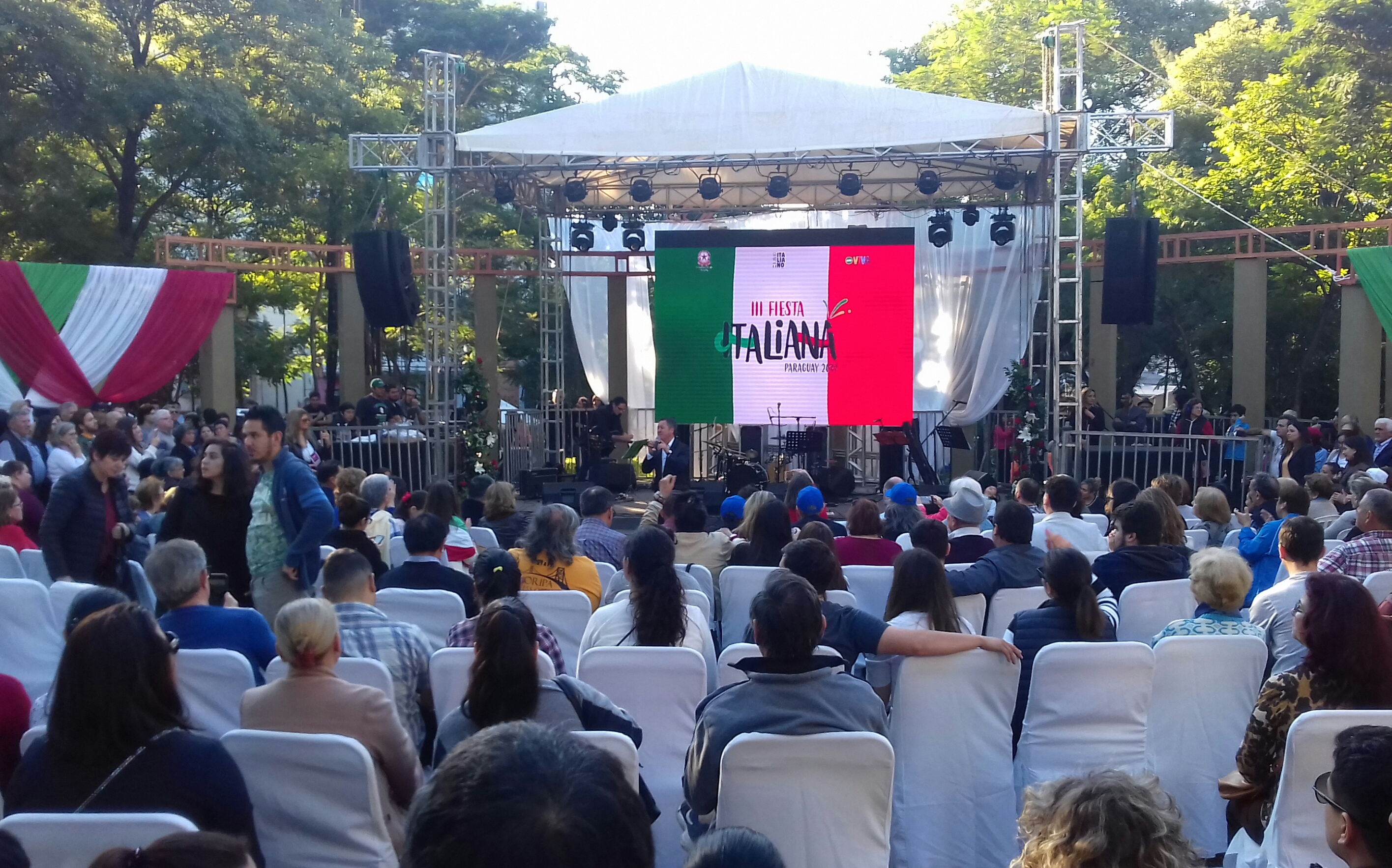
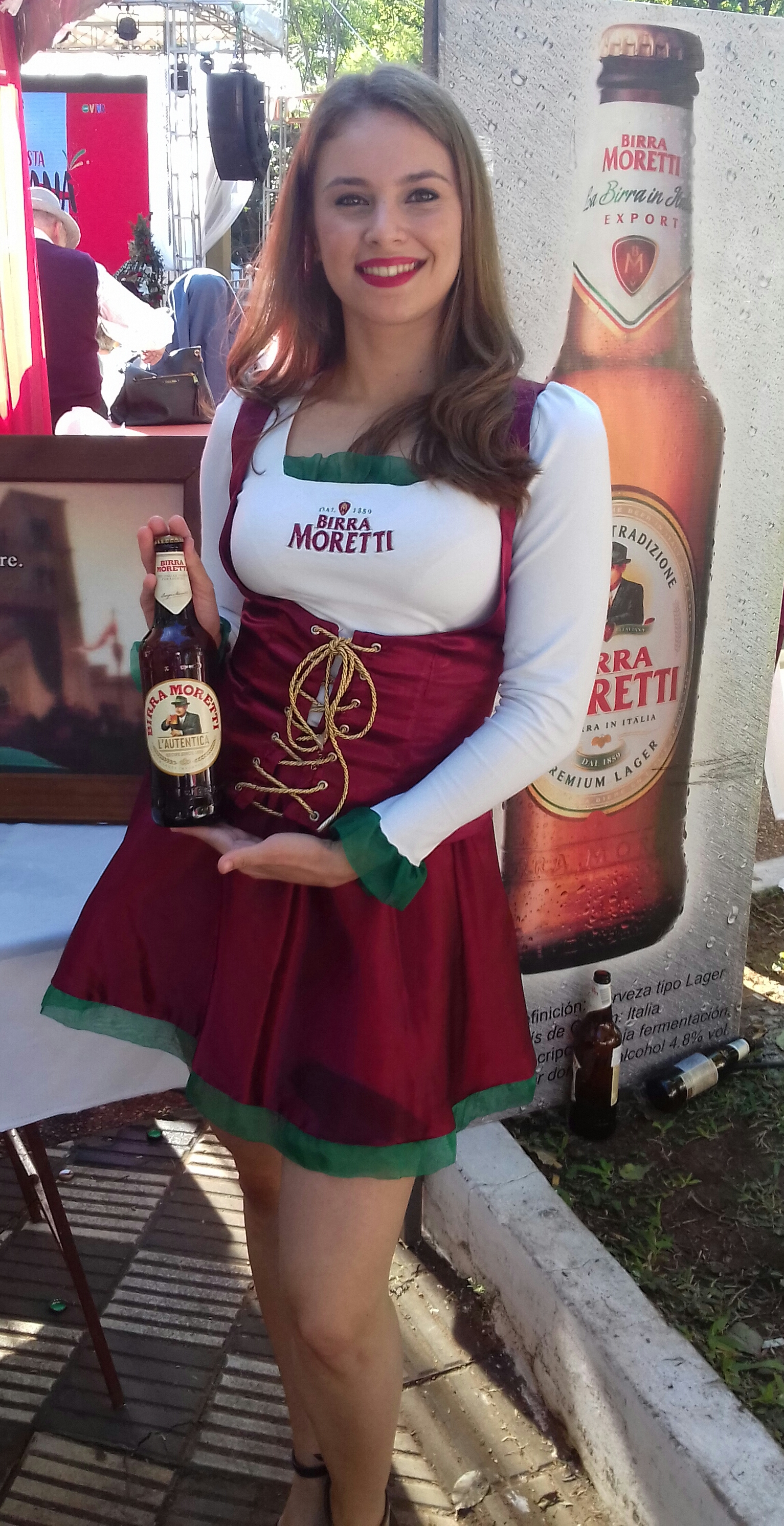
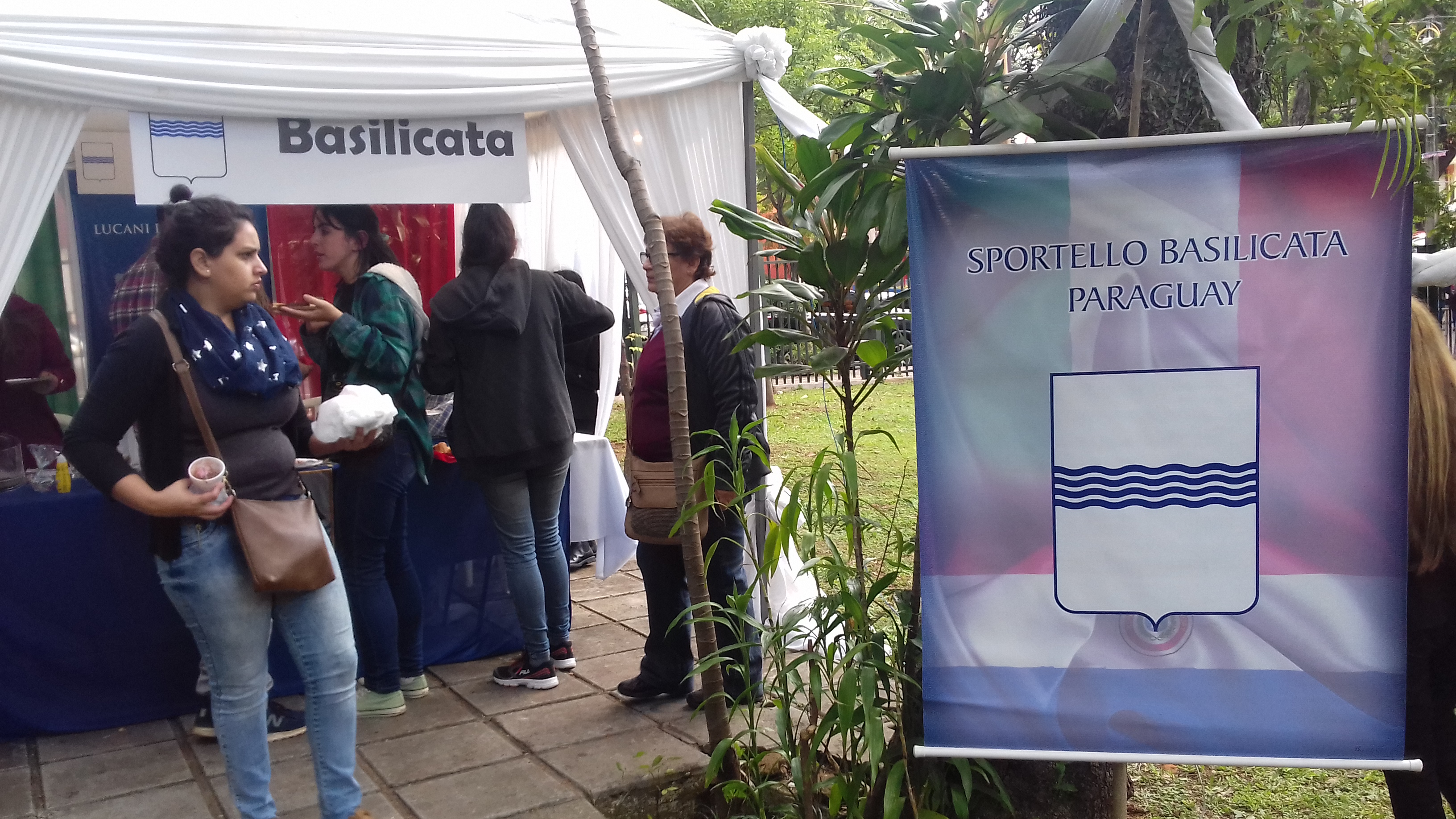
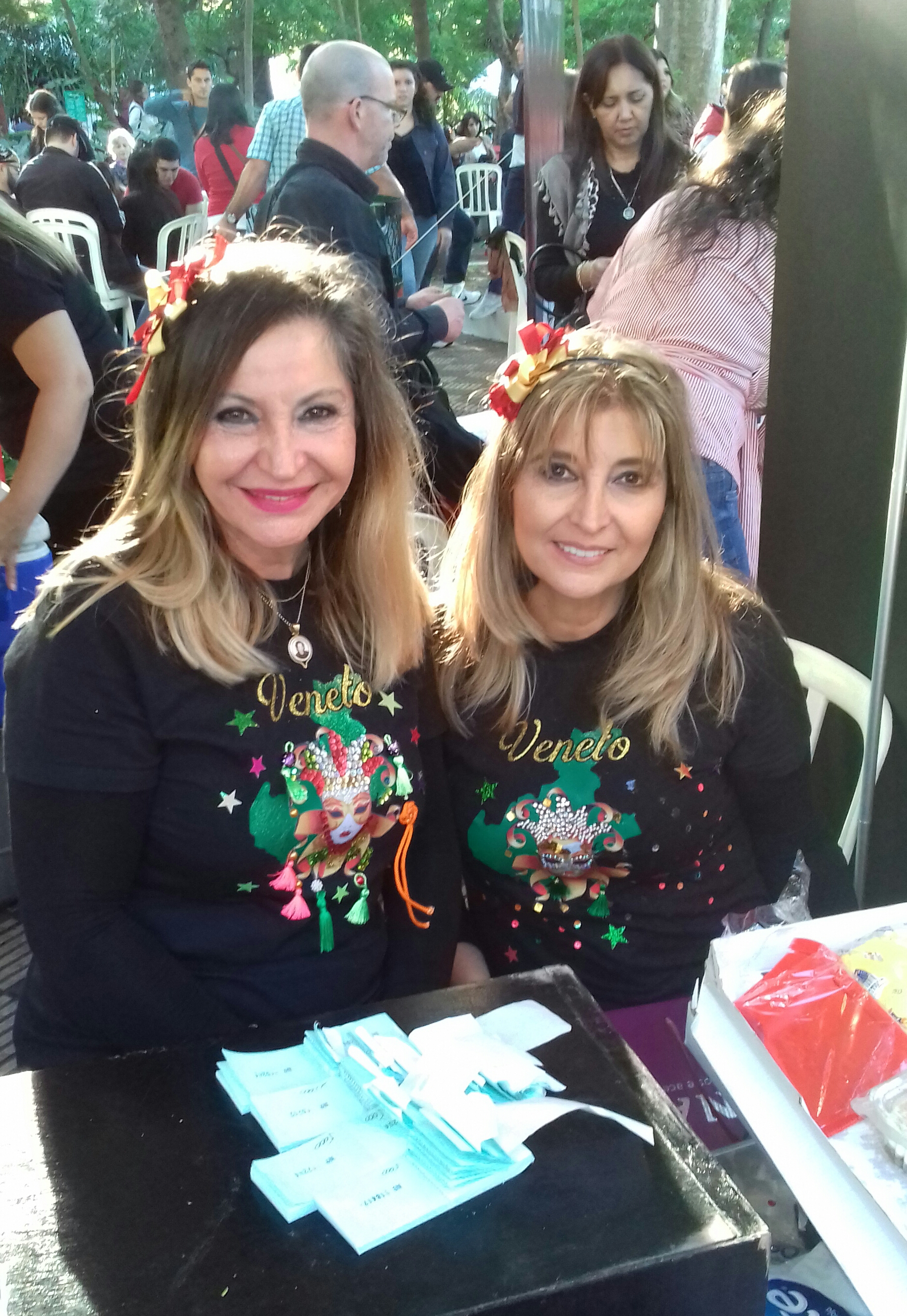
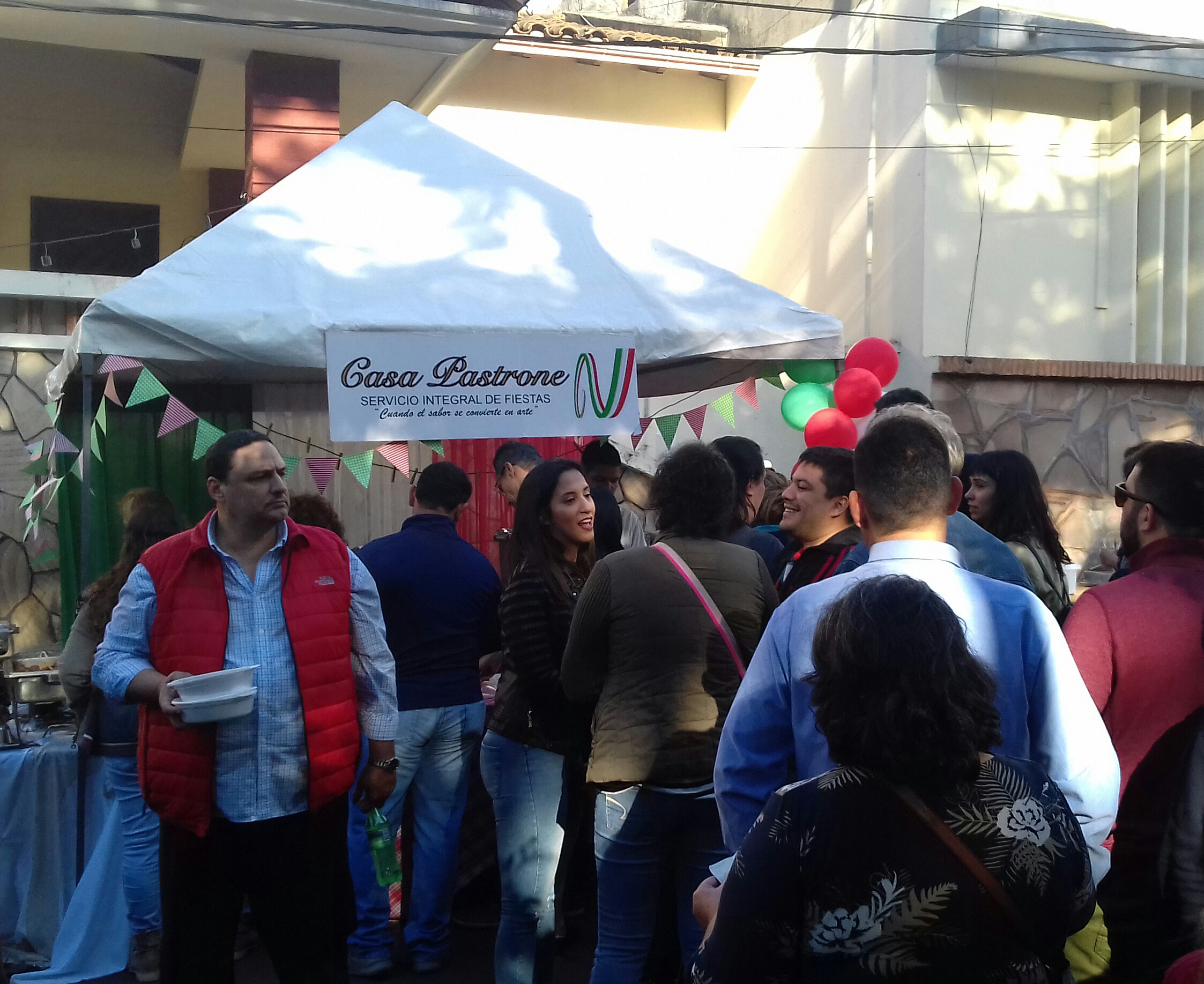